# Desa Wotgalih (administrativ by i Indonesien, Jawa Tengah)
Desa Wotgalih är en administrativ by i Indonesien.   Den ligger i provinsen Jawa Tengah, i den västra delen av landet, 280 km öster om huvudstaden Jakarta.